# Реймор
Реймор (англ. Raymore) — місто (англ. city) в США, в окрузі Кесс штату Міссурі. Населення — 22 941 особа (2020).

## Географія
Реймор розташований за координатами 38°48′12″ пн. ш. 94°27′30″ зх. д. / 38.80333° пн. ш. 94.45833° зх. д. (38.803303, -94.458320).  За даними Бюро перепису населення США в 2010 році місто мало площу 45,97 км², з яких 45,52 км² — суходіл та 0,44 км² — водойми.

## Демографія

### Перепис 2010
Згідно з переписом 2010 року, у місті мешкало 19 206 осіб у 7001 домогосподарстві у складі 5306 родин. Густота населення становила 418 осіб/км².  Було 7421 помешкання (161/км²).
Расовий склад населення:
| - 87,8 % — білих - 7,8 % — чорних або афроамериканців - 0,8 % — азіатів - 0,4 % — корінних американців - 0,1 % — вихідців з тихоокеанських островів |

До двох чи більше рас належало 2,4 %. Частка іспаномовних становила 3,2 % від усіх жителів.
За віковим діапазоном населення розподілялося таким чином: 28,5 % — особи молодші 18 років, 57,8 % — особи у віці 18—64 років, 13,7 % — особи у віці 65 років та старші. Медіана віку мешканця становила 36,5 року. На 100 осіб жіночої статі у місті припадало 92,1 чоловіків;  на 100 жінок у віці від 18 років та старших — 88,0 чоловіків також старших 18 років.
Середній дохід на одне домашнє господарство  становив 83 368 доларів США (медіана — 74 293), а середній дохід на одну сім'ю — 93 578 доларів (медіана — 83 029). Медіана доходів становила 58 264 долари для чоловіків та 47 183 долари для жінок. За межею бідності перебувало 3,9 % осіб, у тому числі 4,3 % дітей у віці до 18 років та 5,0 % осіб у віці 65 років та старших.
Цивільне працевлаштоване населення становило 9807 осіб. Основні галузі зайнятості: освіта, охорона здоров'я та соціальна допомога — 23,1 %, науковці, спеціалісти, менеджери — 11,4 %, роздрібна торгівля — 10,6 %, виробництво — 10,1 %.

### Перепис 2000
За даними перепису 2000 року
на території муніципалітету мешкало 11 146 людей, було 4 038 садиб та сімей.
Густота населення становила 253,3 осіб/км². З 4 038 садиб у 41,4% проживали діти до 18 років, подружніх пар, що мешкали разом, було 68,5%,
садиб, у яких господиня не мала чоловіка — 7,6%, садиб без сім'ї — 21,3%.
Власники 11,5% садиб мали вік, що перевищував 65 років, а в 18,9% садиб принаймні одна людина була старшою за 65 років. Кількість людей у середньому на садибу становила 2,72, а в середньому на родину 3,1.
Середній річний дохід на садибу становив 56 007 доларів США, а на родину — 62 135 доларів США. Чоловіки мали дохід 42 451 доларів, жінки — 28 518 доларів. Дохід на душу населення був 22 496 доларів. Приблизно 2,2% родин та 3,1% населення жили за межею бідності.